# ورقة 10 دولار كندي
ورقة 10 دولار كندي هي فئة من الدولار الكندي وهي واحدة من أكثر العملات الكندية شيوعًا.
ورقة 10 دولار الحالية هي من سلسلة 2018 ويظهر على الوجه صورة الناشطة فيولا ديزموند من نوفا سكوتيا التي تحدت العزلة العنصرية في إحدى دور السينما في غلاسكو الجديدة، نوفاسكوشيا في عام 1946. وبالخلفية صورة خريطة هاليفاكس وكلاً من علم كندا وشعار كندا. هذه هي أول ورقة نقدية كندية لا يظهر فيها رئيس وزراء ولا أحد أفراد العائلة المالكة والأولى التي تظهر فيها امرأة كندية غير الملكة إليزابيث الثانية. وعلى الظهر يوجد المتحف الكندي لحقوق الإنسان في وينيبيغ وفي الخلفية جزء من الهندسة المعمارية الداخلية للمتحف، وريشة عقاب الذي هو رمز للمثل العليا مثل الحق والقوة والحرية، واقتباس من المادة 15 من الميثاق الكندي للحقوق والحريات باللغتين الإنجليزية والفرنسية. طرحت ورقة 10 دولار النقدية العمودية في 19 و2018.

## سنوات الطباعة
| السلسلة              | اللون الأساسي | الوجه                                                                | الظهر                                                                                     | سنة الإصدار | تاريخ الطرح    | تاريخ السحب   |
| -------------------- | ------------- | -------------------------------------------------------------------- | ----------------------------------------------------------------------------------------- | ----------- | -------------- | ------------- |
| سلسلة 1935           | أرجواني       | ماري الأميرة الملكية وكونتيسة هاروود                                 | الحصاد                                                                                    | 1935        | 11 مارس 1935   |               |
| سلسلة 1937           | أرجواني       | جورج السادس ملك المملكة المتحدة                                      | النقل                                                                                     | 1937        | 19 يوليو 1937  |               |
| سلسلة 1954           | أرجواني       | إليزابيث الثانية                                                     | جبل بورغيس، كولومبيا البريطانية                                                           | 1954        | 9 سبتمبر 1954  |               |
| مشاهد من كندا        | أرجواني       | جون ماكدونالد                                                        | مصفاة نفط Polymer Corporation في سارنيا، أونتاريو                                         | 1971        | 8 نوفمبر 1971  | 27 يونيو 1989 |
| طيور كندا            | أرجواني       | جون ماكدونالد                                                        | عقاب نسارية                                                                               | 1989        | 27 يونيو 1989  | 17 يناير 2001 |
| سلسلة الرحلة الكندية | أرجواني       | جون ماكدونالد                                                        | قوات حفظ السلام ونصب الحرب التذكاري؛ حقل الخشخاش واقتباس من في حقول الفلاندرز لجون ماكريه | 2001        | 17 يناير 2001  | 18 مايو 2005  |
| سلسلة الرحلة الكندية | أرجواني       | جون ماكدونالد                                                        | قوات حفظ السلام ونصب الحرب التذكاري؛ حقل الخشخاش واقتباس من في حقول الفلاندرز لجون ماكريه | 2005        | 18 مايو 2005   | 7 نوفمبر 2013 |
| سلسلة فرونتير        | أرجواني       | جون ماكدونالد                                                        | قطار الركاب الكندي                                                                        | 2013        | 7 نوفمبر 2013  |               |
| ورقة تذكارية         | أرجواني       | جون ماكدونالد وGeorge-Étienne Cartier وأغنيس ماكفيل وJames Gladstone | مجموعة متنوعة من المناظر الكندية                                                          | 2017        | 1 يونيو 2017   |               |
| سلسلة 2018           | أرجواني       | فيولا ديزموند                                                        | المتحف الكندي لحقوق الإنسان                                                               | 2018        | 19 نوفمبر 2018 |               |